# Талан Євдокія Полікарпівна
Євдокія Полікарпівна Талан (27 січня 1918, Перервинці — 2008) — український історик, дослідниця історії селянства та суспільно-політичного життя в Україні новітнього часу.

## Біографія
Народилася 27 січня 1918 року в селі Перервинцях (нині Драбіського району Черкаської області). 1944 року закінчила історичний факультет Середньоазіатського університету у Ташкенті.
У 1944–1945 роках — викладач історії СРСР Харківського педагогічного інституту, у 1945–1947 роках — молодший науковий співробітник сектора історії партії Українського філіалу ІМЕЛ при ЦК ВКП(б), у 1950–1953 роках — викладач кафедри марксизму-ленінізму Київського інституту іноземних мов.

Могила Євдокії Талан, Байкове кладовище

У 1953–1958 роках навчалася в аспірантурі при кафедрі історії КПРС Київського державного університету, у 1959–1960 роках — асистент кафедри історії КПРС Київського державного університету. У 1959 році, під керівництвом кандидата історичних наук І. І. Шевченка, захистила кандидатську дисертацію на тему: «Боротьба КП(б) України за зміцнення сільських партійних організацій в 1925—1927 рр.».
З 1960 року — молодший науковий співробітник відділу історії радянського суспільства, у 1960–1965 роках — молодший науковий співробітник, у 1965–1979 роках — старший науковий співробітник відділу соціалістичного і комуністичного будівництва, у 1979–1985 роках — старший науковий співробітник відділу історико-краєзнавчих досліджень Інституту історії АН УРСР.
Померла у 90-річному віці у 2008 році. Похована на Байковому кладовищі (ділянка № 33, 50°25′8.6″ пн. ш. 30°30′8.51″ сх. д. / 50.419056° пн. ш. 30.5023639° сх. д.).

## Наукова діяльність
Автор близько 100 наукових праць. Серед них:
- Світлий шлях колгоспного селянства. — Київ, 1980 (у співавторстві);
- Колгоспи Української РСР в період завершення будівництва соціалізму (1951—1958 рр.). — Київ, 1966.